# Xistra yaanensis
Xistra yaanensis är en insektsart som beskrevs av Zheng, Z. 2009. Xistra yaanensis ingår i släktet Xistra och familjen torngräshoppor. Inga underarter finns listade i Catalogue of Life.